# 마리아나판

마리아나 판의 단면

마리아나판은 마리아나 해구의 서쪽에서 마리아나 제도의 기반을 이루는 작은 판이다. 필리핀해판과는 다수의 변환 단층을 수반하는 긴 발산 경계에서 분리된다. 태평양판과는 남동쪽의 마리아나 해구와 북동쪽의 이즈 오가사와라 해구를 경계로 만나며 태평양판이 마리아나판 밑으로 섭입한다.
2007년에는 M7.4의 지진이 마리아나 제도 인근에서 발생한 적이 있으며, 진원지는 북위 21.980°, 동경 142.685°, 깊이는 261km였다.

## 같이 보기
- 마리아나 해구
- 마리아나 제도